# 半製品
半製品（はんせいひん）とは、工業簿記または企業会計において、製造途中にある製品のこと。原材料をいくらかでも加工してあれば認識される仕掛品とは異なり、それ自体が製品として販売可能な状態であるが、企業にとっては製造途中であるものが半製品として認識される。
勘定科目としての半製品勘定は、棚卸資産に分類され、流動資産である。